# 樫元洋
樫元 洋（かしもと ひろし、1943年1月4日 - ）は、日本のアナウンサー、ラジオパーソナリティ。元宮崎放送アナウンサー（元ラジオ局長）。

## 略歴
愛媛県南宇和郡出身。日本大学芸術学部卒業後、1964年1月宮崎放送に入社、2003年3月退社。現在はフリーアナとして活動中。MRT自社製作の様々なテレビ・ラジオ番組を担当したほか、TBS「ザ・ベストテン」の追っかけマンとして生中継レポーターを担当するなど広く活躍した。
ウインドサーフィンが趣味にあり、宮崎県ヨット連盟理事、宮崎県ボートセーリング協会理事長を務めていたことがあった。
TBS報道局の元ワシントン支局長の樫元照幸は息子。

## テレビにおける主な担当番組
- MRT母と子の手帳（1973年－1974年）
- 奥さんの料理コーナー・ひと味ちがいます（1977年5月－7月、木曜・金曜担当）
- おくさま9：30（1984年11月－1990年/主婦のアシスタントと共に、開始当初は主に木曜・金曜を担当）
- MRTニュースワイド（1991年度および1996年度に、月田洋美アナ他と共にアンカーマンを担当）
- ザ・ベストテン（TBS系/1980年9月11日のMRT本社スタジオ前からの生放送ほか、中継リポーター「追っかけマン」として出演。また、ラジオベストテン情報には、MRTラジオ担当として薗田潤子アナとスタジオ出演した）
- 緑よみがえれ　バターン半島～サマ平和の山植樹の記録（テレビ特番、1978年8月13日放送/ナレーションを担当）
- テレビ正月特別番組「みやざき初春の調べ”夢”」（1981年1月1日/MRT加藤韓三会長・松形祐堯県知事との「新春鼎談」枠において聞き手を担当）
- 新春スペシャル・’88歌い初めお正月大賞（テレビ特番・公開生放送、1988年1月2日/遠藤玲子アナ・武中吾子と共に司会を担当）
- MRTザ・歌BANグランドチャンピオン大会（最終回、みやざきフラワーフェスタ’91会場にて公開録画/1991年3月17日収録、3月26日放送/関知子アナと司会を担当）
- MRT応援プロジェクト おやじバンド万歳!! 第１回おやじバンドコンテスト（2008年2月3日MRTmiccダイヤモンドホールで収録。特番として放送/薗田潤子アナと共に司会を担当）
- おやじバンド万歳！（レギュラー放送、2008年7月－12月/おやじバンド「座・今一歩」のメンバーと共にアマチュアバンドをゲストに迎える、約15分間のローカル深夜番組。樫元は音楽バーのマスター役）

## ラジオにおける主な担当番組
- ユアヒットパレード（1957年8月－1967年5月/1965年より担当）<※これは第1期というべき番組。のちに同タイトルで1981年10月に復活、現在まで断続的に放送されている>
- MRTヤング・ヒット・パレード（1969年－1970年/メインMC担当）
- テレフォン・ナイト（1971年－1975年/1972年より高盛恵子アナや塚原誠子アナとMCを担当）
- ふれあいラジオくらしのレーダー（1972年4月－2007年3月/主に開始当初、奥様アシスタントと共に担当/1972年は火曜・水曜担当、1974年頃は水曜・木曜担当。また1989年には土曜を担当）
- おひるのふれあい歌謡曲（1976年ー？/開始当初に西田節代アナと共に木曜日を担当）
- 洋と潤子のあなたが選ぶ歌謡曲ベスト20（1978年1月-1980年9月/薗田潤子アナと担当）
- 土曜はあなたと（1978年4月-9月/河野史子アナと担当）
- MRT歌謡曲ベスト20（1984年頃に新穂徳子アナ、1989年-1990年に石川小百合アナと担当）
- アニメランド（1984年-1999年/放送開始時より1990年代中頃までメインMCとして番組を牽引）
- わくわくゲームランド(1988年10月-1990年4月/伊藤佳子アナと担当/番組終了の翌週より石川小百合アナが「ゲームクラブ」として継続)
- RADIO CUBE 936（1988年4月-1991年4月/開始当初の88年に伊藤佳子アナと月曜担当、89年に田畑さつきと火曜担当、90年に月曜担当）
- カラオケで歌う歌謡曲ベスト20（1991年10月-1992年4月/メインMC担当）
- 樫元洋の「日曜音楽本舗」（2005年頃-2006年）
- 32年目の夏－ある戦災死没者の家族（1977年7月23日放送/ナレーターを担当）
- MRTラジオまつり（毎年行われる公開生放送。第2回［1981年10月開催］～第4回［1983年開催］まで総合司会を担当）
- 72秒間の孤独～蒲池猛夫22年間の軌跡～（2000年放送/ナレーションを担当）

## 各種イベントにおける活動
- 「ヤマハ・ライト・ミュージック・コンテスト」宮崎地区の司会を担当。
- MRT樫元洋と行くオーストラリア・ニュージーランドの旅（1987年7月）
- MRT樫元洋アナと行くエーゲ海クルーズとローマ・アテネ・パリ9日間の旅（1994年1月－2月）

## 受賞
- 宮崎市社会福祉功労賞（朗読奉仕ボランティア指導での功績）[1]
- アノンシスト賞（1992年2月/担当した「チュンチュンあんてな～日向の仏たち～」で、テレビ番組部門第2位となる）
- 平成11年日本民間放送連盟賞・テレビ放送活動部門　入選（1999年「MRT招待高校野球大会」/放送部として受賞）
- 平成12年日本民間放送連盟賞・九州沖縄地区審査会　ラジオ・エンターテイメント番組部門　優秀賞（「72秒間の孤独」が受賞）